# Пломба (стоматологія)
Пломба (лат. plumbum — «свинець») у стоматології — матеріал, введений у дефект коронки зуба або в порожнину зуба з метою відновлення його форми і функцій. У стоматологічній практиці зустрічаються пломби двох видів – постійні і тимчасові.

## Виготовлення
Виготовляються пломби з різноманітних матеріалів. Сьогодні найпопулярніші хімічно отверджувальні композити, а також світлокомпозити, що тверднуть під дією спеціального синього світла. Пломби зі світлоотверджувального композиту — міцні, красиві, а також повністю відновлюють колірну гаму зуба і його прозорість.

## Цікаво
Археологи знайшли пломби із бітуму, яким 13-14 тис. років.